# Georgi Blisnaschki

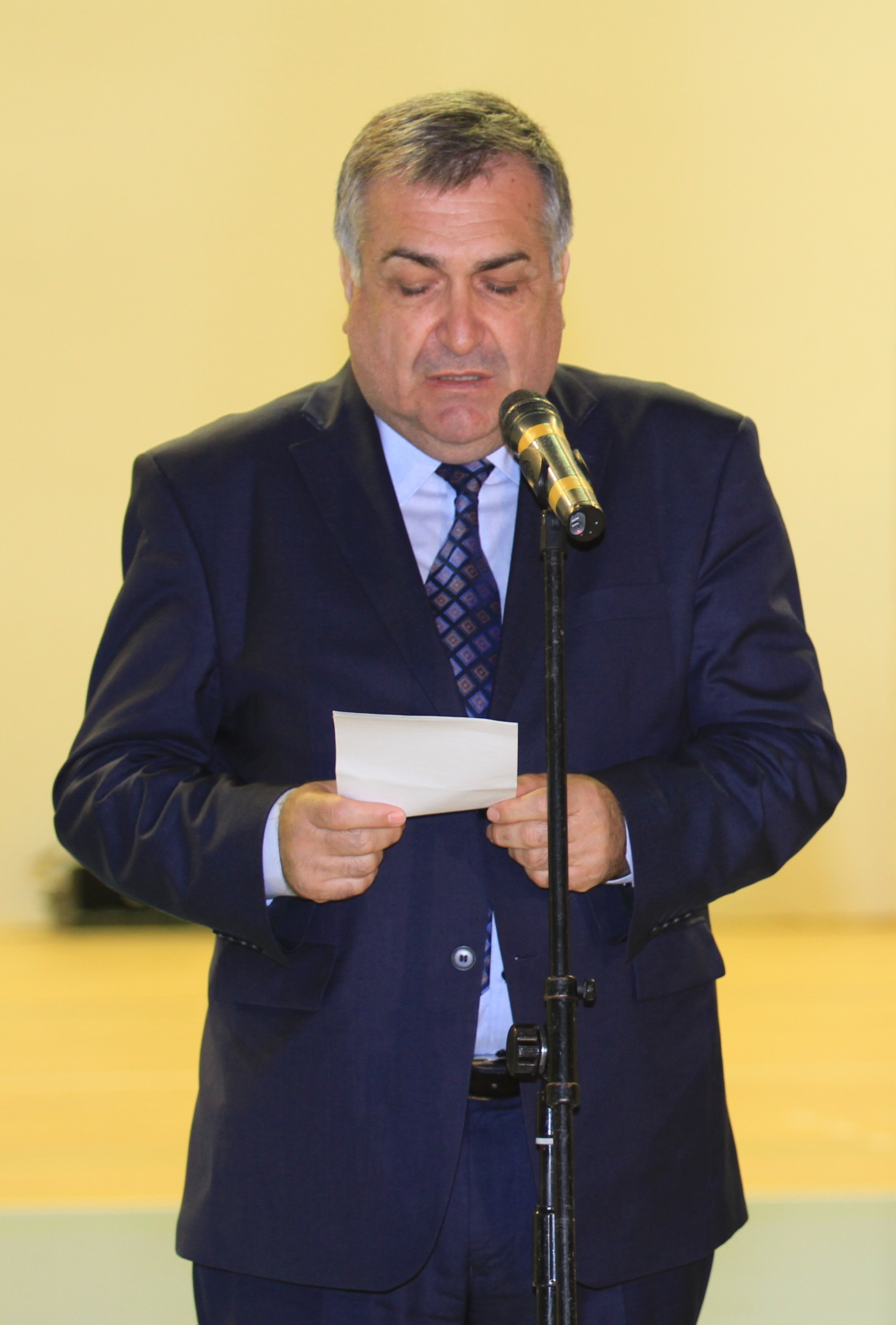
Georgi Blisnaschki (2014)

Georgi Petkow Blisnaschki (bulgarisch Георги Петков Близнашки; * 4. Oktober 1956 in Skrawena, Gemeinde Botewgrad) ist ein bulgarischer Jurist und Politiker, sowie Professor für Verfassungsrecht. Er war Abgeordneter der 6. Legislaturperiode des Europäischen Parlaments und vom 5. August 2014 bis zum 7. November 2014 Ministerpräsident einer Übergangsregierung Bulgariens.

## Leben

### Herkunft und Bildung
Blisnaschki wurde am 4. Oktober 1956 in Skrawena in der Gemeinde Botewgrad geboren. Er studierte Jura am englischen Gymnasium in Sofia. 1988 erhielt er den Doktortitel im Verfassungsrecht. Von 1990 bis 2004 war er Chefassistent für Verfassungswissenschaft an der Juristischen Fakultät der Universität Sofia. Seit 2009 ist er Professor für bulgarisches Verfassungsrecht.
Blisnaschki spricht fließend Englisch und Russisch.

### Politische Karriere
Anfang der 90er Jahre trat Blisnaschki der sozialdemokratischen Partei bei. In den Jahren 2005 bis 2006 war Georgi Blisnaschki Beobachter und ab 2007 Abgeordneter im Europäischen Parlament. Hier war er Mitglied im Ausschuss für Binnenmarkt und Verbraucherschutz sowie in der Delegation für die Beziehungen zu den Ländern in Südosteuropas. 1991 war Blasnischki Mitglied der 36. Legislaturperiode des bulgarischen Parlaments. Zwischen 2005 und 2009 war er Mitglied des 40. bulgarischen Parlaments und Mitglied im Europäischen Rat für Bildung und Wissenschaft.
Blisnaschki bildete vom 5. August bis zum 7. November 2014 als Ministerpräsident eine Übergangsregierung. Ihm folgte am 7. November 2014 die Zweite Regierung von Bojko Borissow.

### Parteiausschluss
Am 7. März 2014 wurde Blisnaschki wegen seiner öffentlichen Kritikäußerungen an der sozialdemokratischen Partei Bulgariens (BSP) ausgeschlossen. Hintergrund war der Skandel um den designierten Präsidenten Georgi Parwanow und andere sozialdemokratische Politiker und Botschafter, welche ihre Arbeit für die bulgarische Staatssicherheitsbehöre DS verheimlicht hatten.